# Хи Девы
Хи Девы (лат. χ Virginis), 26 Девы (лат. 26 Virginis) — кратная звезда в созвездии Девы на расстоянии приблизительно 318 световых лет (около 97,6 парсек) от Солнца. Возраст звезды определён как около 950 млн лет.
Вокруг звезды обращается, как минимум, две планеты.

## Характеристики
Первый компонент (HD 110014) — оранжевый гигант спектрального класса K0, или K2+IIICN0,5, или K2III. Визуальная звёздная величина звезды — +4,643m. Масса — около 2,09 солнечной, радиус — около 20,9 солнечного, светимость — около 201,372 солнечной. Эффективная температура — около 4431 K.
Второй компонент — коричневый карлик. Масса — около 25,91 юпитерианской. Удалён в среднем на 2,236 а.е..
Третий компонент (WDS J12392-0800Ab). Визуальная звёздная величина звезды — +8,8m. Удалён на 0,1 угловой секунды.
Четвёртый компонент (HD 110030) — жёлто-белая звезда спектрального класса F0, или F3V. Визуальная звёздная величина звезды — +8,8m. Радиус — около 1,81 солнечного, светимость — около 6,148 солнечной. Эффективная температура — около 6686 K. Удалён на 175,4 угловой секунды.
Пятый компонент (BD-07 3452C) — оранжевый гигант спектрального класса K. Визуальная звёздная величина звезды — +10,56m. Радиус — около 9,25 солнечного, светимость — около 38,556 солнечной. Эффективная температура — около 4728 K. Удалён от первого компонента на 227,3 угловой секунды, от четвёртого компонента на 105,6 угловой секунды.
Шестой компонент (HD 109985) — оранжевый гигант спектрального класса K0III, или K2. Визуальная звёздная величина звезды — +8,911m. Масса — около 2,79 солнечной, радиус — около 12,33 солнечного, светимость — около 58,619 солнечной. Эффективная температура — около 4797 K. Удалён на 320,8 угловой секунды.
Седьмой компонент — коричневый карлик. Масса — около 24,86 юпитерианской. Удалён от шестого компонента в среднем на 2,105 а.е..
Восьмой компонент (WDS J12392-0800E). Визуальная звёздная величина звезды — +9,3m. Удалён от шестого компонента на 0,1 угловой секунды.

## Планетная система
В 2009 году группой астрономов было объявлено об открытии планеты HD 110014 b.
В 2015 году группой астрономов было объявлено об открытии планеты HD 110014 c.